# Rhamnella
Rhamnella là một chi thực vật có hoa thuộc họ Táo (Rhamnaceae). Chi này được Friedrich Anton Wilhelm Miquel mô tả khoa học lần đầu tiên năm 1867 với 1 loài là R. japonica ở Nhật Bản.
Tên gọi của các loài tại Trung Quốc là 猫乳 (miêu nhũ), nghĩa đen là vú mèo.

## Các loài
Chi này chứa 12 loài đã biết, với khu vực phân bố chủ yếu từ Đông Á đại lục tới Việt Nam, với một loài (R. vitiensis) có tại Queensland (Australia), New Guinea và một số đảo cận kề.
- Rhamnella brachycarpa Z.Qiang Lu & Y.Shuai Sun, 2019: Hải Nam.
- Rhamnella caudata Merr., 1934: Đông bắc Quảng Đông.
- Rhamnella forrestii W.W.Sm., 1917: Từ đông và đông nam Tây Tạng tới tây và tây nam Tứ Xuyên, tây bắc Vân Nam.
- Rhamnella franguloides (Maxim.) Weberb., 1895: Từ Hoa Nam về phía đông bắc tới nam bán đảo Triều Tiên, tây, trung và nam Nhật Bản.
- Rhamnella gilgitica Mansf. & Melch., 1940: Từ đông nam Tây Tạng tới đông nam Tứ Xuyên và tây bắc Vân Nam. Cũng ghi nhận ở Tây Himalaya (Kashmir).
- Rhamnella intermedia Z.Qiang Lu & Y.Shuai Sun, 2020: Quảng Tây.
- Rhamnella julianae C.K.Schneid., 1914: Hồ Bắc, Tứ Xuyên, Vân Nam.
- Rhamnella martinii (H.Lév.) C.K.Schneid., 1914: Từ Nepal, đông nam Tây Tạng tới miền bắc Quảng Đông.
- Rhamnella rubrinervis (H.Lév.) Rehder, 1934: Hoa Nam tới Việt Nam.
- Rhamnella tonkinensis (Pit.) T.Yamaz., 1973: Việt Nam (Ninh Bình).
- Rhamnella vitiensis (Benth.) A.C.Sm., 1943: Fiji, New Caledonia, New Guinea, Queensland, Tonga, Vanuatu.
- Rhamnella wilsonii C.K.Schneid., 1914: Đông Tây Tạng tới tây Tứ Xuyên.

## Mô tả
Cây bụi hoặc cây gỗ nhỏ, ít khi là dạng leo bám, từ thường xanh đến hầu hết là lá sớm rụng. Các lá mọc cách, có cuống lá ngắn; các lá kèm hình tam giác hẹp hoặc hình mác, thường bền; phiến lá dạng giấy hoặc gần dạng màng, gân lá lông chim, mép khía răng cưa nhỏ. Hoa màu vàng-lục, nhỏ, lưỡng tính, mẫu 5, có cuống hoa, trong các xim ở nách lá có cuống ngắn hoặc mọc thành chùm ở nách lá. Ống đài hình chén; các thùy hình tam giác, gân giữa mặt gần trục có gờ và với nhú giống như mỏ ở giữa. Cánh hoa hình trứng-hình thìa hoặc hình tròn-hình thìa, có nắp khác biệt nhiều hay ít, bao lấy nhị hoa. Nhị hoa đính lưng; chỉ nhị rời với vuốt ở đáy, hình mác-thẳng. Đĩa hoa ngũ giác, mỏng, lót ống đài, có tiết mật. Bầu nhụy thượng, đáy hơi chìm trong đĩa hoa, 1 hoặc 2 ngăn hoặc 1 ngăn không hoàn hảo, với 2 noãn mỗi ngăn; vòi nhụy chẻ đôi ở đỉnh. Quả hạch màu ánh vàng đến màu da cam, chuyển thành đen hoặc tía đen khi chín, đáy hình trụ-hình elipxoit với những tàn dư của ống đài bền, với vòi nhụy thô sơ ở đỉnh, 1 hoặc 2 ngăn, với 1 hoặc 2 hạt.

## Lưu ý
Hiện tại, một số tác giả vẫn tách Chaydaia như là một chi độc lập. Khi được công nhận, nó bao gồm 2 loài là C. tonkinensis và C. rubrinervis.